# Stanley Rother

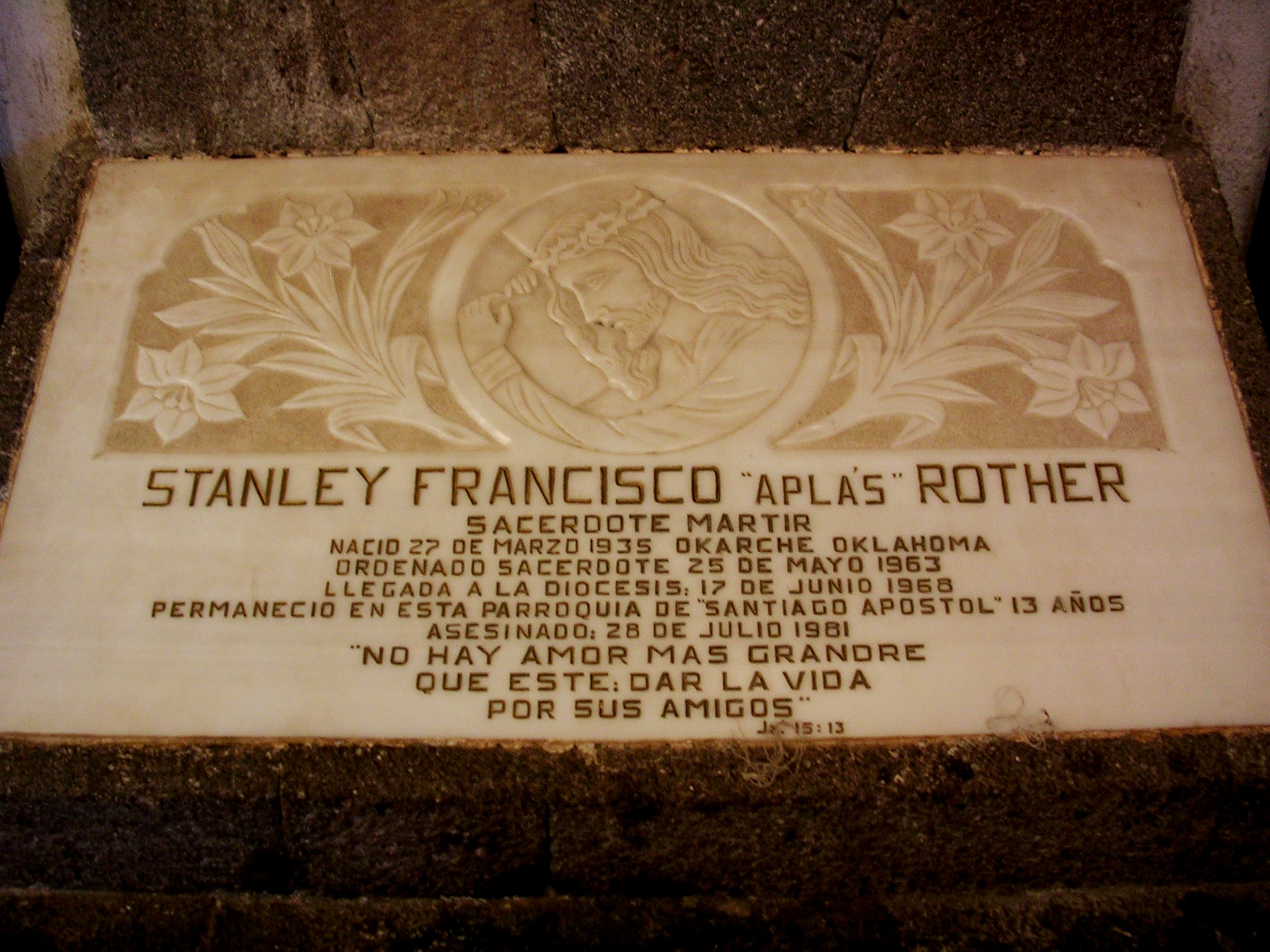
Placa conmemorativa en Santiago Atitlan, Guatemala.

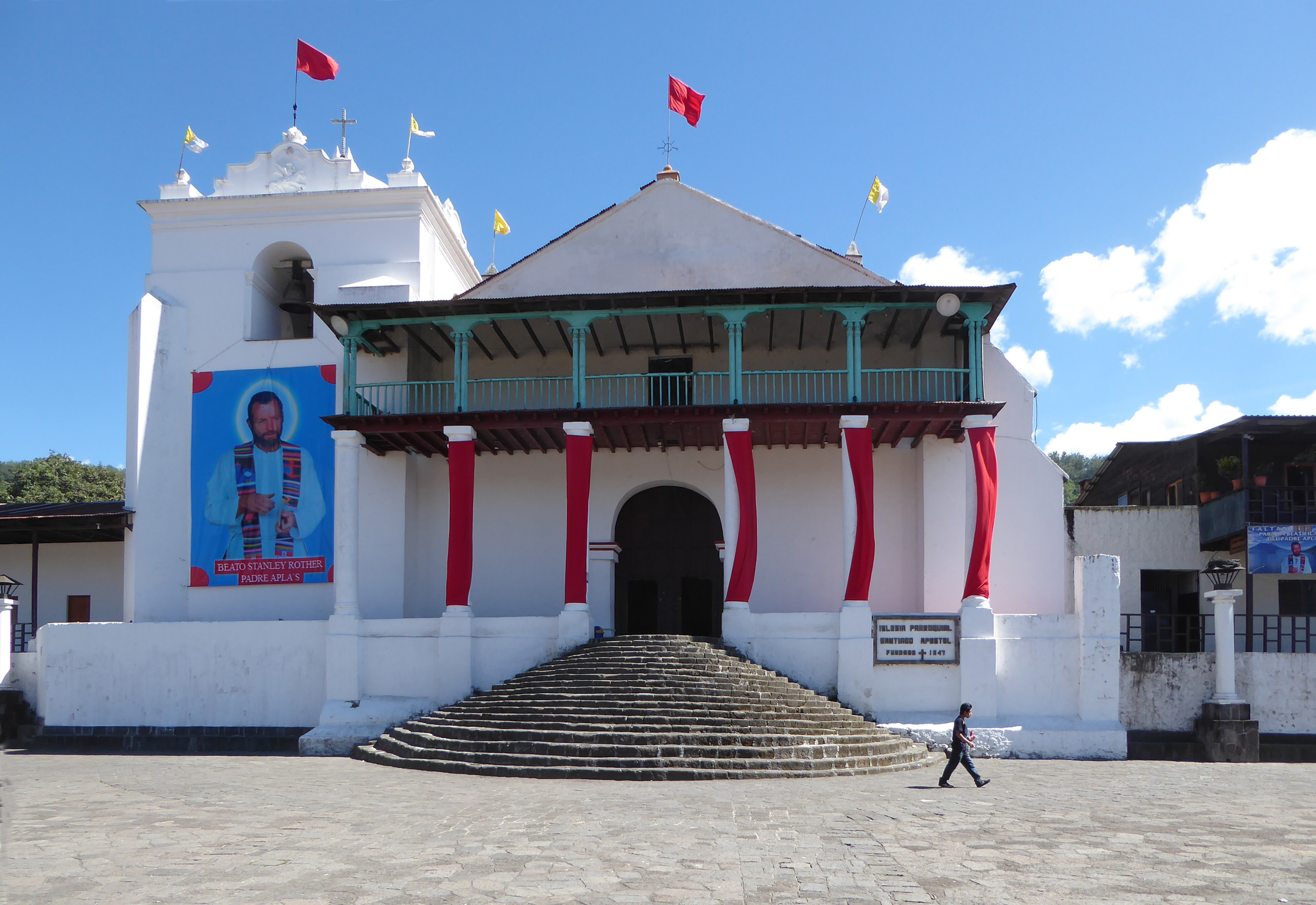
Celebración del día de la Beatificación

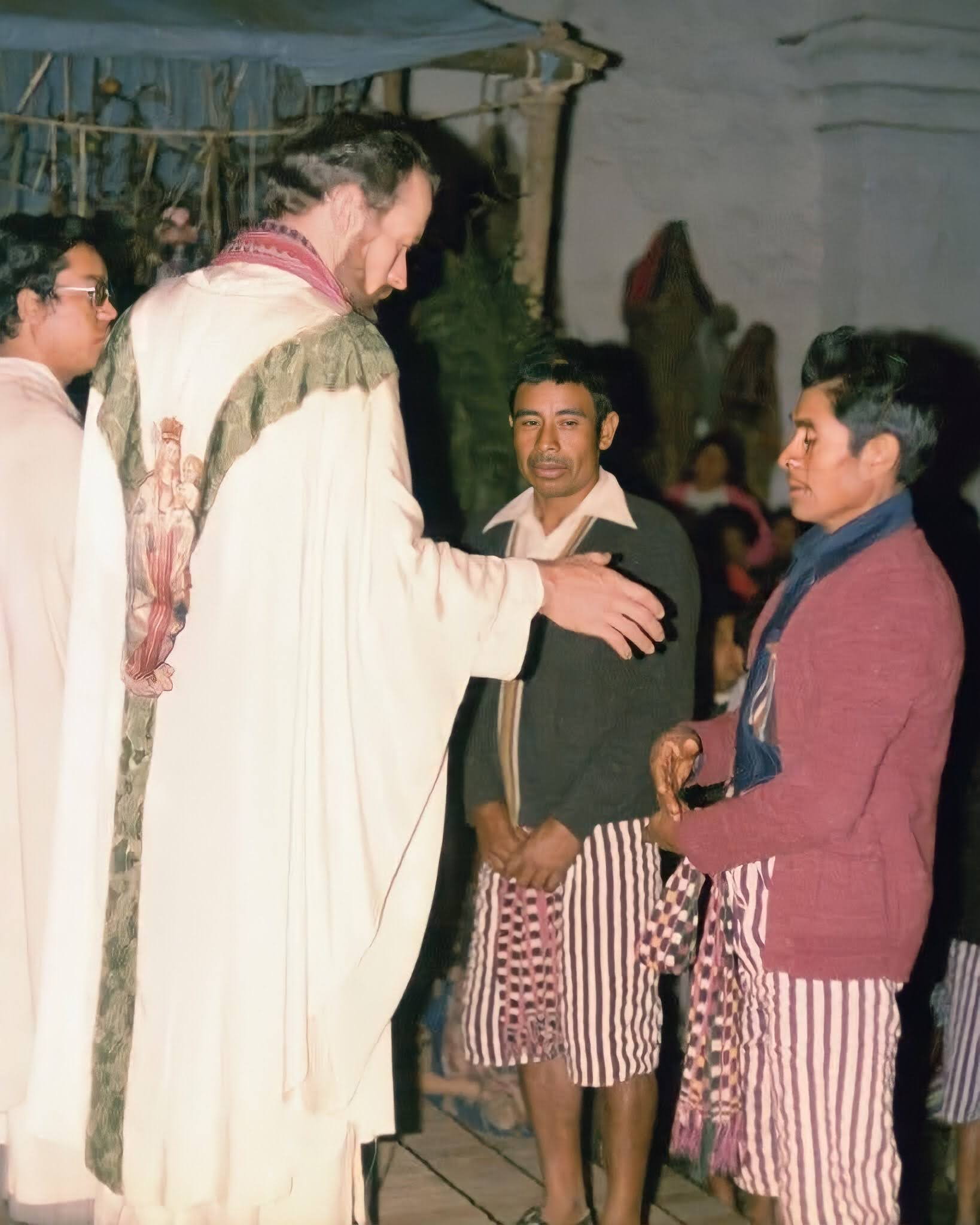
Beato Stanley Francis Rother

Beato Stanley Francis Rother (Okarche, Oklahoma, 27 de marzo de 1935 - Santiago Atitlan, Sololá, 28 de julio de 1981) fue un sacerdote y misionero católico estadounidense en Guatemala. Además de sus deberes pastorales, tradujo el Nuevo Testamento al idioma zutuhil y comenzó la celebración regular de la Misa en esa misma lengua.
Fue asesinado el 28 de julio de 1981 por un escuadrón de la muerte -que se cree fue formado por extremistas de derecha y elementos del Ejército de Guatemala. Murió el mismo día en que soldados guatemaltecos, respaldados por Estados Unidos, mataron a 13 personas e hirieron a otras 24 en la misma ciudad.
La Congregación para las Causas de los Santos de la Santa Sede reconoció oficialmente a Rother como mártir el 23 de junio de 2015. El Decreto de su Martirio fue firmado por el papa Francisco el 2 de diciembre de 2016 y la ceremonia de su beatificación tuvo lugar en Oklahoma City el 23 de septiembre de 2017. Es el primer estadounidense en ser declarado mártir por la Iglesia Católica.